# اولان‌غوم
اولان‌غوم (به زبان مغولی: Улаангом، [Ulaangom]؛ ᠤᠯᠠᠭᠠᠨ ᠭᠣᠮ، [ulaɣan ɣom]) شهر، شهرستان، و مرکز اداری استان اوفس کشور مغولستان است که در سال ۲۰۲۲ میلادی دارای جمعیتی معادل ۳۳٬۲۱۸ نفر بوده.
این شهر در سال ۱۹۹۷ میلادی جمعیتی معادل۱۷٬۹۰۰ نفر داشته که
در سال ۲۰۰۸ با رشدی معادل +۰٫۶۷% (۳٬۵۰۶ نفر)، تعداد سکنه‌های آن به ۲۱٬۴۰۶ نفر، و در سال ۲۰۲۲ میلادی به ۳۳٬۲۱۸ نفر رسیده‌است.

## تقسیمات اداری
شهرستان اولان‌غوم متشکل از ۱۲ قصبه (باغ) می‌باشد، که این‌ها نام‌گذاری نشده‌اند. این قصبه‌ها موسوم به «قصبهٔ ۱ام» الی «قصبهٔ ۱۲ام» می‌باشند.  این ۱۲ قصبه، منطقهٔ شهریِ شهر اولان‌غوم را تشکیل می‌دهند.